# Like a House on Fire
Like a House on Fire é o sexto álbum de estúdio da banda britânica de rock Asking Alexandria. Foi lançado no dia 15 de maio de 2020 pela gravadora Sumerian Records e foi produzido por Matt Good. O álbum demonstra a continuidade do grupo com um som de hard rock mais direto e melódico, como estabelecido em seu quinto álbum autointitulado anterior, enquanto também apresenta uma mudança para diferentes gêneros. Além de ser o último lançamento da banda pela Sumerian Records.

## Antecedentes e promoção
Em 11 de julho de 2019, a banda lançou sua nova música chamada "The Violence". Em 6 de dezembro, Asking Alexandria revelou o remix dubstep de "The Violence" pelo artista eletrônico Sikdope.
No início de 2020, a banda anunciou sua primeira turnê como atração principal em dois anos, a 'Like A House On Fire World Tour', com Falling in Reverse, Wage War e Hyro the Hero. Em 11 de fevereiro de 2020, o grupo anunciou que um novo single chamado "They Don't Want What We Want (And They Don't Care)" estrearia na rádio em 12 de fevereiro. Em 4 de março, foi anunciado que seu sexto álbum de estúdio, Like a House on Fire, seria lançado em 15 de maio de 2020. No mesmo dia, Asking Alexandria lançou seu terceiro single, intitulado "Antisocialist", e seu respectivo videoclipe.
Em 15 de abril, foi lançado o quarto single, "Down to Hell", junto com um vídeo com a letra. Em 11 de maio, quatro dias antes do lançamento do disco, foi ao ar o quinto e último single, "House on Fire".

## Composição

### Estilo
O gênero do álbum tem sido descrito principalmente como hard rock, pop rock, arena rock e rock alternativo, enquanto explora elementos de outros gêneros como eletrônico, electropop, R&B, EDM, pop, post-hardcore e nu metal.

## Recepção da crítica
O álbum recebeu principalmente críticas positivas, mas também críticas mistas de vários analistas. AllMusic deu ao Asking Alexandria uma avaliação positiva, mas disse: "Dito isso, não mais se aventurando no mainstream, Asking Alexandria oficialmente mergulhou, e caberá aos fãs de longa data decidir se a água está boa ou não". Em uma crítica menos favorável, Carlos Zelaya, da Dead Press!, elogiou a ambição e confiança da banda, mas resumiu o álbum como "um esforço em grande parte genérico e esquecível". Distorted Sound deu ao disco 8 de 10 e disse: "Seria ignorante não abordar o elefante na sala; eles mudaram. Este álbum, semelhante ao seu último lançamento auto-intitulado, infelizmente será lançado às sombras de seu trabalho anterior, independentemente de ser realmente bom. Os fãs precisam se afastar de sua atitude de guarda e ouvir Like a House on Fire como se não fosse os mesmos meninos de 2010 com jeans justos, cabelos pretos bagunçados e cartazes da Hot Topic... porque não é. 2020 viu a Asking Alexandria entrar em uma nova era de maturidade e crescimento. Sua transição aqui não tem sido estável e espero que seu próximo trabalho realmente se concentre em um som recém-estabelecido que não deixe a desejar em algumas áreas, mas em sua maior parte, isso é uma mudança refrescante e muito necessária."
| Críticas profissionais | Críticas profissionais |
| Avaliações da crítica  | Avaliações da crítica  |
| Fonte                  | Avaliação              |
| ---------------------- | ---------------------- |
| AllMusic               | [ 19 ]                 |
| Dead Press!            | 4/10                   |
| Distorted Sound        | 8/10                   |
| Exclaim!               | 7/10                   |
| Kerrang!               | [ 22 ]                 |
| Louder Sound           | [ 23 ]                 |
| New Noise              | [ 13 ]                 |
| Rock 'N' Load          | 8/10                   |
| Wall of Sound          | 10/10                  |

Max Morin, do Exclaim!, deu 7 de 10 e disse: "Like a House on Fire não conquistará os haters, mas é uma melhoria maciça em relação a qualquer coisa que o Asking Alexandria tenha feito antes. A barra não estava alta, mas crédito onde o crédito é devido." Kerrang! deu ao disco 4 de 5 e afirmou: "Like a House on Fire é um álbum que flui e se ramifica em várias formas e direções. É também mais um álbum do Asking Alexandria que vai dividir opiniões. E, mais uma vez, é pouco provável que a própria banda se importe". Louder Sound deu ao álbum uma crítica positiva e afirmou: "Asking Alexandria se comprometeu admiravelmente com sua nova encarnação, mas grande parte de Like a House on Fire não consegue alcançar o grande final."
New Noise deu ao álbum uma nota de 2,5 de 5 e afirmou: "Quando Like a House on Fire se aproxima do fim, a questão principal se torna 'Para quem, exatamente, é este disco?' A banda deixou bem claro que essa nova evolução sonora veio para ficar, então os fãs antigos e fieis ao metalcore não precisam mais se se dar o trabalho de ouvir. Quanto ao desejo deles de lotar estádios, algumas dessas baladas de rock alternativo podem ajudar. (Quando isso provavelmente acontecer é outra questão.) De qualquer forma, Asking Alexandria parece mais do que determinado a alcançar seu objetivo — quer os fãs estejam acompanhando ou não." Rock 'N' Load elogiou o álbum dizendo: "Como acontece com qualquer nova direção de uma banda, haverá alguns que não aprovam, alguns que seguem junto com eles e outros que se tornam novos fãs devido a esse som, porém, no que diz respeito ao Asking Alexandria, isso é o que eles são e não há como negar que há muita energia no álbum e está repleto de oportunidades para cantar junto e qualquer música que você escolher será ótima ao vivo, já que a banda é levada pelas vozes do público." Wall of Sound deu ao álbum uma nota perfeita de 10/10 e disse: "Os caras do Asking Alexandria nunca tiveram medo de serem verdadeiros consigo mesmos e de crescer e evoluir como banda. Like a House on Fire não é absolutamente exceção a isso e eu realmente acredito que eles arrasaram com este disco. Não há realmente nenhuma música no álbum que eu consideraria fraca ou medíocre e cada música está lá por um motivo. As expectativas que eles sempre tentaram alcançar são apenas as suas e eu os admiro por permanecerem fiéis a si mesmos e realmente não darem a mínima para o que os haters têm a dizer."

## Faixas[25]
| N.º            | Título                                               | Duração |  |
| 1.             | "House on Fire"                                      | 3:33    |  |
| 2.             | "They Don't Want What We Want (And They Don't Care)" | 3:15    |  |
| 3.             | "Down to Hell"                                       | 3:16    |  |
| 4.             | "Antisocialist"                                      | 3:36    |  |
| 5.             | "I Don't Need You" (com Grace Grundy)                | 3:42    |  |
| 6.             | "All Due Respect"                                    | 3:55    |  |
| 7.             | "Take Some Time"                                     | 3:25    |  |
| 8.             | "One Turns to None"                                  | 3:04    |  |
| 9.             | "It's Not Me (It's You)"                             | 2:55    |  |
| 10.            | "Here's to Starting Over"                            | 3:17    |  |
| 11.            | "What's Gonna Be"                                    | 3:25    |  |
| 12.            | "Give You Up"                                        | 3:33    |  |
| 13.            | "In My Blood"                                        | 3:31    |  |
| 14.            | "The Violence"                                       | 3:28    |  |
| 15.            | "Lorazepam"                                          | 4:02    |  |
| Duração total: | Duração total:                                       | 52:04   |  |

## Ficha técnica
Asking Alexandria
- Danny Worsnop – vocais
- Ben Bruce – guitarra solo, vocais de apoio
- Cameron Liddell – guitarra rítmica
- Sam Bettley – baixo
- James Cassels – bateria

Músicos adicionais
- Grace Grundy - vocais convidados na faixa 5

Pessoal adicional
- Matt Good - produção, engenharia, mixagem
- Joe Grayem - co-produção na faixa 14
- Brand Birtwistle - co-produção na faixa 14
- Sam Malko - co-produção na faixa 14
- Ted Jensen - masterização
- Diony Sepulveda - gerenciamento
- Mike Jakubow - promoção
- Ash Avildsen e Nick Walters - A&R
- Daniel McBride - direção de arte
- Brian Morgante - arte, layout
- Sanjay Parikh - fotografia

### Produção
- Matt Good[1]

## Paradas
| Parada (2020)                      | Posição de pico |
| ---------------------------------- | --------------- |
| Suíça (Schweizer Hitparade)        | 65              |
| UK Rock & Metal Albums Chart (OCC) | 3               |
| Estados Unidos (Billboard 200)     | 80              |